# 슈퍼스타K 시즌 1
《슈퍼스타 K》의 첫 번째 시즌은 엠넷과 KM에서 방송되었다. 매주 금요일 오후 11시에 방송되었다. 8월 28일에는 본선 진출자 10명이 공개되었으며 9월 4일부터는 상암동에 위치한 C-5블록 누리꿈스퀘어 공동제작센터 1F 스튜디오에서 생방송으로 진행하기 시작했다.

## 방송 시간

### 본방송
| 방송 채널 | 방송 기간                         | 방송 시간                    |
| --------- | --------------------------------- | ---------------------------- |
| Mnet · KM | 2009년 7월 24일 ~ 2009년 10월 9일 | 매주 금요일 오후 11시 (90분) |

### 재방송 기타 제외
| 방송 채널 | 방송 시간                    |
| Mnet      |                              |
| --------- | ---------------------------- |
| Mnet      | 매주 토요일 오후 2시 (재방)  |
| Mnet      | 매주 토요일 밤 12시 (삼방)   |
| Mnet      | 매주 일요일 오전 10시 (사방) |
| Mnet      | 현재, 시즌 1 방송 종료       |

## Top10
서울 외 8개 지역에서 전국적으로 총 72만 명이 참가하여 오디션이 열렸는데 이 중 총 10명의 본선 진출자가 선정되었다. 명단은 다음과 같다.
- 김주왕 (23) - 댄서
- 이진 (19) - 고등학생
- 서인국 (23) - 대학생 (최종우승자)
- 박세미(윤진솔) (20) - 대학생
- 박태진 (20) - 대입준비생
- 박나래(나래) (22) - 대학생
- 조문근 (25) - 거리공연가
- 박재은 (20) - 가수지망생
- 정선국 (23) - 대학생
- 길학미 (21) - 아르바이트 생

| 순서 | 7회    | 8회    | 9회    | 10회   | 11회   | 12회   |
| ---- | ------ | ------ | ------ | ------ | ------ | ------ |
| 1    | 이 진  | 조문근 | 길학미 | 조문근 | 서인국 | 서인국 |
| 2    | 박재은 | 박세미 | 김주왕 | 길학미 | 길학미 | 조문근 |
| 3    | 박태진 | 김주왕 | 박세미 | 박태진 | 조문근 |        |
| 4    | 박나래 | 정선국 | 박태진 | 서인국 |        |        |
| 5    | 김주왕 | 서인국 | 서인국 |        |        |        |
| 6    | 정선국 | 길학미 | 조문근 |        |        |        |
| 7    | 서인국 | 박나래 |        |        |        |        |
| 8    | 박세미 | 박태진 |        |        |        |        |
| 9    | 길학미 |        |        |        |        |        |
| 10   | 조문근 |        |        |        |        |        |

비고
- 위 순서는 공연순서나 성적과 관계없음
- 같은 점수인 경우 심사위원 점수가 높은 사람이 상위랭킹으로 함

    우승자
    탈락자
- 10월 9일 최종회에서는 총점에서 513 대 485로 서인국이 조문근을 꺾고 우승을 차지했다.

## 2009년 시청률
아래의 파란색 숫자는 '최저 시청률'이고, 빨간색 숫자는 '최고 시청률'입니다. 지역별로 시청률에 차이가 있을 수 있습니다.
- AGB 닐슨 미디어리서치

| 회차 | 방송 일자       | 전국 시청률(증감치) |
| ---- | --------------- | ------------------- |
| 1    | 2009년 7월 24일 | 2.9%                |
| 2    | 2009년 7월 31일 | 3.5%(+0.6)          |
| 3    | 2009년 8월 7일  | 3.4%(-0.1)          |
| 4    | 2009년 8월 14일 | 4.2%(+0.8)          |
| 5    | 2009년 8월 21일 | 5.6%(+1.4)          |
| 6    | 2009년 8월 28일 | 6.4%(+0.8)          |
| 7    | 2009년 9월 4일  | 6.3%(-0.1)          |
| 8    | 2009년 9월 11일 | 6.4%(+0.1)          |
| 9    | 2009년 9월 18일 | 7.4%(+1.0)          |
| 10   | 2009년 9월 25일 | 7.7%(+0.3)          |
| 11   | 2009년 10월 2일 | 6.1%(-1.6)          |
| 12   | 2009년 10월 9일 | 8.4%(+2.3)          |

## 슈퍼위크
서인국, 박세미, 정선국, 김주왕, 박태진, 박나래, 박재은, 이진, 구슬기, 정윤하, 정은우, 김현지, 강진아, 김국환, 주찬양, 정슬기, 조진성 등

## 에피소드

### 7회
방송일: 2009년 9월 4일
공연순서
- 이진: 마주치지 말자(장혜진)
- 박재은: 삐에로는 우릴 보고 웃지(김완선)
- 박태진: 누구라도 그러하듯이(배인숙)
- 박나래: 늪(조관우)
- 김주왕: I Do(비)
- 정선국: 달팽이(패닉)
- 서인국: 아름다운 이별(김건모)
- 박세미: 보랏빛 향기(강수지)
- 길학미: 경고(타샤니)
- 조문근: 단발머리(조용필)

스카우트 제의
브랜뉴 스타덤에서 계약금 300만원에 5년 계약을 조건으로 제시

### 8회
방송일: 2009년 9월 11일
월드스타 미션
- 미션우승자: 정선국
- Reward: 생방송 순서 결정권

공연: ABBA의 히트곡
공연순서
- 조문근: Honey Honey
- 박세미: Thank you for the Music
- 김주왕: Gimme Gimme Gimme
- 정선국: Mamma Mia
- 서인국: Super Trouper
- 길학미: Waterloo
- 박나래: SOS
- 박태진: The winner takes all

스카우트 제의
정글엔터테인먼트에서 계약금 600만원에 5년 계약을 조건으로 제시

### 9회
방송일: 2009년 9월 18일
작사 미션
- 미션우승자: 서인국
- Reward: 생방송 순서 결정권, 어머니와 일일 데이트

공연순서
- 길학미: Blah Blah
- 김주왕: My Story
- 박세미: Liar
- 박태진: 편지
- 서인국: Young Love
- 조문근: 따뜻한 노래

스카우트 제의
스타제국에서 계약금 1000만원에 5년 계약을 조건으로 제시

### 10회
방송일: 2009년 9월 25일
뮤지컬 미션
- 미션우승자: 길학미
- Reward: 이승철과의 1:1 레슨

공연: 이승철의 히트곡
공연순서
- 조문근: 희야
- 길학미: 소녀시대
- 박태진: 안녕이라고 말하지마
- 서인국: 오직 너뿐인 나를

### 11회
방송일: 2009년 10월 2일
개사 미션
- 미션우승자: 조문근
- Reward: 생방송 때 안무팀

공연: 프로페셔널 가수들과 함께하는 무대
공연순서
- 조문근 + 다이나믹 듀오: Ring my Bell
- 서인국 + 다비치: 미워도 사랑하니까
- 길학미 + 클래지콰이: Lover Boy

### 12회
방송일: 2009년 10월 9일
자유곡 공연
- 조문근: Hey Hey Hey(자우림)
- 서인국: 나만 바라봐(태양)

신곡 공연
- 서인국: 부른다(S.Version)
- 조문근: 부른다(J.Version)

## 슈퍼시상식
Crazy Voice 상
- 후보
  - 루그의 죄 김민수
  - 텔미 박순옥
  - 쓰나미 정도현
  - Nothing Impossible 양일진
  - 락통령 고준규 (수상)

Hot Issue 상
- 후보
  - 김현지
  - 구슬기 (수상)
  - 몽실이 시스터즈
  - 정슬기
  - 오세영

슈퍼 하모니상
- 여인천하 (수상)

## 고득점 무대
| 순위 | 이름   | 곡                  | 점수 |
| ---- | ------ | ------------------- | ---- |
| 1    | 조문근 | 부른다              | 286  |
| 2    | 조문근 | Hey Hey Hey         | 283  |
| 3    | 서인국 | 부른다              | 279  |
| 3    | 조문근 | 따뜻한 노래         | 279  |
| 5    | 길학미 | 경고                | 278  |
| 6    | 서인국 | 나만 바라봐         | 277  |
| 7    | 길학미 | Lover Boy           | 275  |
| 8    | 길학미 | Waterloo            | 273  |
| 9    | 조문근 | 단발머리            | 272  |
| 10   | 박태진 | 편지                | 270  |
| 10   | 박태진 | 누구라도 그러하듯이 | 270  |

## 음반
- 방송이 끝난뒤 2009년 12월 18일 Top10의 음반인 《Love》가 발매되었다.

## 종영 후 소속사 계약
아래 명단은 슈퍼위크 이상 진출자에 한함
| 소속사               | 참가자                   |
| -------------------- | ------------------------ |
| 젤리피쉬엔터테인먼트 | 서인국                   |
| 정글 엔터테인먼트    | 조문근                   |
| 오스카엔터테인먼트   | 길학미                   |
| 에스컴퍼니           | 박태진                   |
| 스타제국             | 박세미                   |
| 디초콜릿이앤티에프   | 박나래                   |
| 멜로디 공작소        | 박재은                   |
| 디라인아트미디어     | 김국환                   |
| 위닝인사이트         | 강진아, 김민선, 윤예슬이 |
| 스타덤 엔터테인먼트  | 정슬기                   |
| 플래닛905            | 주찬양                   |
| 울림엔터테인먼트     | 이호원                   |
| 마이티그라운드       | 김현지                   |
| 스타쉽엔터테인먼트   | 김태하                   |

## 순위
| 순위  | 이름   | 예명        | 소속사                                         | 소속그룹                           |
| ----- | ------ | ----------- | ---------------------------------------------- | ---------------------------------- |
| 1위   | 서인국 |             | 스토리제이, 前젤리피쉬, 前비에스               |                                    |
| 2위   | 조문근 |             | 롤링컬쳐원, 前정글, 前디엔터테인먼트파스칼     | 조문근밴드, 길잃은고양이           |
| 3위   | 길학미 |             | 오스카                                         |                                    |
| 4위   | 박태진 |             | 에이치스, 前에스                               |                                    |
| Top6  | 김주왕 |             |                                                |                                    |
| Top6  | 박세미 | 윤진솔      | 킹스랜드, 前제이에스픽쳐스, 前스타제국         | 前쥬얼리, 前쥬얼리S                |
| Top8  | 정선국 | Z A K U Z I | 前신스패밀리                                   |                                    |
| Top8  | 박나래 | 나래        | CJ E&M, 前디초콜릿이엔티에프, 前B2M            | 前스피카, 前스피카.S               |
| Top10 | 이진   | 이솔        | 페이스메이커, 월드이벤트, 前제이컴퍼니         | 식스밤, 前아이렌                   |
| Top10 | 박재은 | 재니        | 유니크뮤직, 前302:SKOOL, 前C2K, 前멜로디공작소 | 4X, 하모니티브, 前키로츠, 前유니즈 |
| Top14 | 김승현 |             |                                                |                                    |
| Top14 | 김휘철 |             |                                                |                                    |
| Top14 | 송성아 |             |                                                |                                    |
| Top14 | 주찬양 | 폴른        | 플래닛구공오                                   | 티맥스                             |
| Top22 | 강진아 |             | 前위닝인사이트                                 | 비커버드, 前몽실이 시스터즈        |
| Top22 | 김국환 |             | 좋은이웃                                       | 더 블라인드                        |
| Top22 | 김준현 |             |                                                |                                    |
| Top22 | 박경란 |             |                                                |                                    |
| Top22 | 반광옥 |             | 유니버설                                       |                                    |
| Top22 | 안수민 | SOOM        | 前내가네트워크, 前NH                           | V&V 크루                           |
| Top22 | 정슬기 | 슬기        | 바인, 前스타덤                                 | 샤플라                             |
| Top22 | 정은우 |             |                                                |                                    |
| Top40 | 강차람 |             |                                                |                                    |
| Top40 | 구슬기 | [ 1 ]       | 前JYP                                          |                                    |
| Top40 | 김동균 |             |                                                |                                    |
| Top40 | 김문석 |             |                                                |                                    |
| Top40 | 김민선 | 민선e       | JDR, 前LG헬로비전, 前위닝인사이트              | 前피기돌즈, 前몽실이 시스터즈      |
| Top40 | 김지영 |             |                                                |                                    |
| Top40 | 박상욱 |             |                                                |                                    |
| Top40 | 설헌환 |             |                                                |                                    |
| Top40 | 송하예 |             | 아이컨텍, 前안녕뮤직, 前더하기, 前큐브         | 前YouU                             |
| Top40 | 신홍민 |             |                                                | 길잃은고양이                       |
| Top40 | 우은미 |             | 샘스뮤직스튜디오                               |                                    |
| Top40 | 윤가영 | 페니        | 라나, 前Mota                                   |                                    |
| Top40 | 이광민 |             |                                                |                                    |
| Top40 | 이지혜 |             |                                                |                                    |
| Top40 | 임형지 |             |                                                |                                    |
| Top40 | 전소망 |             |                                                |                                    |
| Top40 | 함예슬 |             |                                                |                                    |
| Top40 | 허가은 |             |                                                |                                    |

## 논란
- 슈퍼스타 K의 합격자 선정 방식 및 운영 체계를 두고 논란이 있었다.[2]

## 기타
- 슈퍼스타 K의 10회 시청률은 당시 케이블 역대 최고 시청률인 7.7%를 기록하였다.
- 슈퍼스타 K의  최종회는 시청률은 8.4%(AGB 닐슨미디어)로, 자체 최고 시청률 신기록을 세웠으며 문자투표 참여자도 16만4563명에 달했다.[3]

## 수상
- 2010년 제4회 케이블TV 방송대상 대상